# Ракетний удар по станції Краматорськ
Ракетний удар по станції Крамато́рськ — терористична атака Збройних сил Росії проти цивільних людей, що евакуйовувалися через місто Краматорськ, вчинена вранці 8 квітня 2022 року. Воєнний злочин. Залізничний вокзал Краматорська було атаковано ракетою 9М79К-1 «Точка-У» з касетними боєприпасами 9Н24.
Після початку повномасштабного російського вторгнення вокзал став великим пересадковим пунктом для евакуації біженців із районів ведення бойових дій. Вночі проти 5 квітня 2022 року російські війська здійснили авіаналіт на шляхопровід поруч зі станцією Барвінкове в Ізюмському районі Харківської області. Зруйнувавши шляхопровід, російські війська заблокували єдиний виїзд залізницею з міст Слов'янськ, Краматорськ і Лиман, що перебуває під контролем України. Внаслідок обстрілу виявилися заблокованими три евакуаційні поїзди у Слов'янську та Краматорську. Пасажирів заблокованих поїздів розмістили на вокзалі.
У момент атаки на вокзалі перебували тисячі людей, які чекали на евакуацію через загрозу поновлення бойових дій у місті внаслідок російського вторгнення в Україну. Внаслідок удару, за даними СБУ, загинула 61 людина, а 121 поранено.
Голова правління Укрзалізниці Олександр Камишін заявив, що це цілеспрямований удар по пасажирській інфраструктурі залізниці та мешканцях Краматорська. СБУ відкрила кримінальне провадження за статтею 438 КК України «Порушення законів і звичаїв війни».

## Передумови
24 лютого 2022 року Російська Федерація за наказом В. В. Путіна почала повномасштабну війну проти України. Російські війська пішли в наступ аби захопити Донецьку та Луганську області. Сили оборони України протидіяли наступу, значною мірою спираючись на війська зі Слов'янська та Краматорська як підкріплення.
7 квітня 2022 року в Краматорськ заїхало 3 поїзди, що мали сукупно евакуювати 3000 людей з міста, але біля Барвінкового росіяни, вдень, ракетним обстрілом зруйнували міст, через який мала здійснюватись евакуація. Вночі працівники Укрзалізниці полагодили колію, що дало змогу евакуювати 3 потяги, порушивши посадову інструкцію, що вимагала повернути потяги в Краматорськ.

## Атака
Ракетна атака на краматорський залізничний вокзал відбулася 8 квітня 2022 року. По залізничній станції, де перебувало понад 4 тисячі осіб, які чекали на евакуацію, росіяни випустили ракету Точка-У з касетними боєприпасами. О 10:28 ракета вибухнула високо в повітрі, розкидавши касетні елементи вокзалом, залізничними шляхами та прилеглою територією. Ракети цього типу містять 50 касетних елементів 9Н24, кожен із яких несе 1,45 кг вибухівки і металеві кільця, що при вибуху розриваються на 316 7-грамових уламків, які розлітаються з великою швидкістю. Human Rights Watch знайшла 32 місця вибухів, розкиданих площею 55 тисяч квадратних метрів. Уламки застрягали в сталевих конструкціях навіть за десятки метрів від місць ударів.
Жертвами атаки, за даними СБУ, стала 61 особа, 121 отримала поранення. За даними Human Rights Watch, кількість жертв не менша за 58 (різниця може бути пов'язаною з труднощами ідентифікації фрагментарних решток). 38 людей загинули одразу, решта — згодом у лікарні. Серед загиблих було 7 дітей. На ракеті, якою їх вбито, був напис «За детей».
Офіційні російські джерела звинуватили в атаці Збройні сили України, хоча російський державний медіаресурс РИА Новости опублікував новину про теракт за 5 хвилин до його здійснення. Одночасно з атакою Міноборони Росії заявило, що завдало удар по скупченнях українських військових, а напередодні ввечері ці ж канали застерігали мешканців від евакуації з міста залізницею. Після публікації світлин з загиблими цивільними, серед яких були діти, повідомлення було видалено.
В день удару в Telegram було опубліковано зйомки запуску двох ракет — згідно з підписом, із Шахтарська (підконтрольного «ДНР»); існували припущення, що це й був удар по Краматорську. Human Rights Watch перевірити це не змогла. Conflict Intelligence Team відзначила, що хвостова частина ракети, що впала, спрямована на північний схід, і це може вказувати на приліт з заходу, південного заходу чи півдня. Однак експерти, опитані Bellingcat, не вважають можливим визначення напрямку прильоту в такий спосіб. Сквер з хвостовиком ракети (з написом «За детей»", що впав на захід від зони ураження бойовою частиною 48°43′32″ пн. ш. 37°32′30″ сх. д. / 48.7255516° пн. ш. 37.5416374° сх. д.,на панорамі видно в репортажі "UATV youtube" на YouTube. У травні СБУ повідомила, що за її висновками, ракету запустили з окупованої ще 2014 року території Донецької області. За даними розслідування Human Rights Watch, опублікованого в лютому 2023 року, ракета була випущена, ймовірно, з позицій біля села Куньє Харківської області (відомо, що російські війська зберігали й запускали там ракети «Точка-У»). 28-29 червня 2022 року Десантно-штурмові та Сухопутні війська ЗСУ завдали удару по базі в Куньому, де на той час було багато військової техніки, і опублікували відео цього удару.

## Наслідки
Президент України Володимир Зеленський у відповідь на напад назвав Росію «злом без обмежень».
Президент Єврокомісії Урсула фон дер Ляєн, яка відвідала Україну в день нападу, засудила напад як «підлий». Міністр закордонних справ Франції Жан-Ів Ле Дріан назвав напад «злочином проти людства», заявивши, що він не може залишитися безкарним, а міністр оборони Великої Британії Бен Воллес засудив напад як військовий злочин.
Генеральний секретар ООН Антоніу Гутерріш назвав ракетний удар «цілком неприйнятним» інцидентом.
Голова правління «Української залізниці» Олександр Камишін назвав подію «цільовим ударом по пасажирській інфраструктурі залізниці та мешканцям міста Краматорськ». Служба безпеки України відкрила кримінальне провадження за статтею 438 Кримінального кодексу України «Порушення законів і звичаїв війни».
Росія заперечує причетність, стверджуючи, що це була «операція України під підробленим прапором». Кілька каналів у Telegram, які Newsweek пов'язував із проросійськими ЗМІ, раніше того ж дня повідомили, що Росія завдала ракетного удару по «українських силах» на станції Краматорськ. Коли стало очевидно, що внаслідок нападу загинула велика кількість мирних жителів, оголошення видалили, а Росія почала називати напад фейком. Міноборони РФ стверджує, що атаку було здійснено українськими силами з Добропілля (на південний захід від Краматорська).
Аналітик Королівського Об'єднаного інституту оборонних досліджень Джастін Бронк заявив, що Росія прагне пошкодити українську транспортну інфраструктуру, щоб ускладнити пересування українським військам. Він також припустив, що Росія вибрала саме цей тип ракети через наявність на озброєнні української армії, щоб «мутити воду».

## Російська пропаганда щодо обстрілу
Російські чиновники та пропаганда звинуватили в обстрілі Україну. Однак в інтернеті з'явилося спростування фейків російської пропаганди. На російських ресурсах відразу ж після обстрілу Краматорська з'явилося повідомлення «работаем по скоплению боевиков ВСУ», яке пізніше було видалене, коли російські ресурси дізналися, що від ракетного удару загинули мирні жителі. Росія стверджує, що не має на озброєнні ракет «Точка-У», однак існують докази протилежного. Пентагон та Human Rights Watch підтверджують, що ракету по Краматорську випустила Росія. Заяви про обстріл Краматорська Україною спростовувалися, зокрема, проєктом «StopFake». Серед іншого, спростовується, що номера на ракеті є українськими.

## Результати розслідування СБУ
21 травня 2022 року Служба безпеки України заявила, що отримано неспростовні докази причетності до цього обстрілу російських окупантів. Завдяки низці досліджень траєкторії польоту ракети та аналізу інших аспектів вдалося встановити, що удар було здійснено з території Донецької області, яка ще з 2014 року перебуває під окупацією Росії. Експерти підтвердили, що для обстрілу окупанти застосували керовану одноступінчату твердопаливну ракету 9М79-1 із зарядом касет, яка відома як «Точка-У». У СБУ наголосили, що кілька комплексів із «Точкою У» розміщені на окупованих територіях Донбасу і використовуються загарбниками вже вісім років.
Російські окупанти намагалися звинуватити в ракетному ударі Україну, заявляючи, що у ЗС РФ нібито давно немає на озброєнні «Точок У». Також російська пропаганда поширила повідомлення про обстріл вокзалу Краматорська російськими військами, але відразу після появи свідчень масової загибелі цивільних ці записи почали видаляти та редагувати.